# Rodrigo Núñez
Rodrigo Núñez, född den 29 april 1977 i Santiago, Chile, är en chilensk fotbollsspelare. Vid fotbollsturneringen under OS 2000 i Sydney deltog han det chilenska lag som tog brons. 